# 2008 w nauce

## Nauki przyrodnicze i ścisłe
- Kosmolog i filozof, ks. prof. dr hab. Michał Heller otrzymał Nagrodę Templetona
- październik – UJ i PAT powołały do istnienia Centrum Kopernika Badań Interdyscyplinarnych

### Astronomia
- Rashid Sunyaev – Nagroda Henry Norris Russell Lectureship przyznawana przez American Astronomical Society.
- Andrew Fabian – Nagroda Dannie Heineman Prize for Astrophysics przyznawana przez American Astronomical Society.

## Nagrody Nobla
- Fizyka – Yoichiro Nambu, Makoto Kobayashi, Toshihide Masukawa
- Chemia – Osamu Shimomura, Martin Chalfie, Roger Tsien
- Medycyna – Harald zur Hausen, Françoise Barré-Sinoussi, Luc Montagnier